# Jochen Hölzinger
Jochen Hölzinger (* 9. August 1942 in Ulm; † 9. Juli 2015 in Remseck) war ein deutscher Ornithologe, Botaniker und Herpetologe.

## Leben
Hölzinger wuchs in Ulm auf und lernte nach Schulabschluss Biologielaborant. Im Anschluss an seine Lehre machte er auf dem zweiten Bildungsweg das Abitur und studierte Biologie an der Universität Tübingen. 1977 wurde er dort promoviert. Danach arbeitete er an der Vogelwarte Radolfzell und wurde 1979 Landesgeschäftsführer des Deutschen Bundes für Vogelschutz (DBV).
1985 wurde er von seinen beruflichen Verpflichtungen freigestellt und bearbeitete im Auftrag des Landes Baden-Württemberg das elfbändige Grundlagenwerk Die Vögel Baden-Württembergs.
Hölzinger hat ab 1966 mehr als 500 wissenschaftliche Arbeiten mit einem Gesamtumfang von weit über 8000 Seiten veröffentlicht.
Zusammen mit Siegfried Künkele beschrieb er zwei neue Knabenkrautarten: Dactylorhiza baumanniana und Dactylorhiza macedonica.